# دير مار متي
دير مار متى (بالسريانية: ܕܝܪܐ ܕܡܪܝ ܡܬܝ) وهو دير أثري يقع على جبل الألفاف شمال مدينة الموصل و يعد من المعالم السياحية المعروفة في العراق.
يتبع الدير مطرانية السريان الأرثوذكس، أسسه مار متي الناسك السرياني في القرن الرابع الميلادي. وإنضوى إليه بضعة آلاف من الرهبان والمتوحّدين من نواحي نينوى.

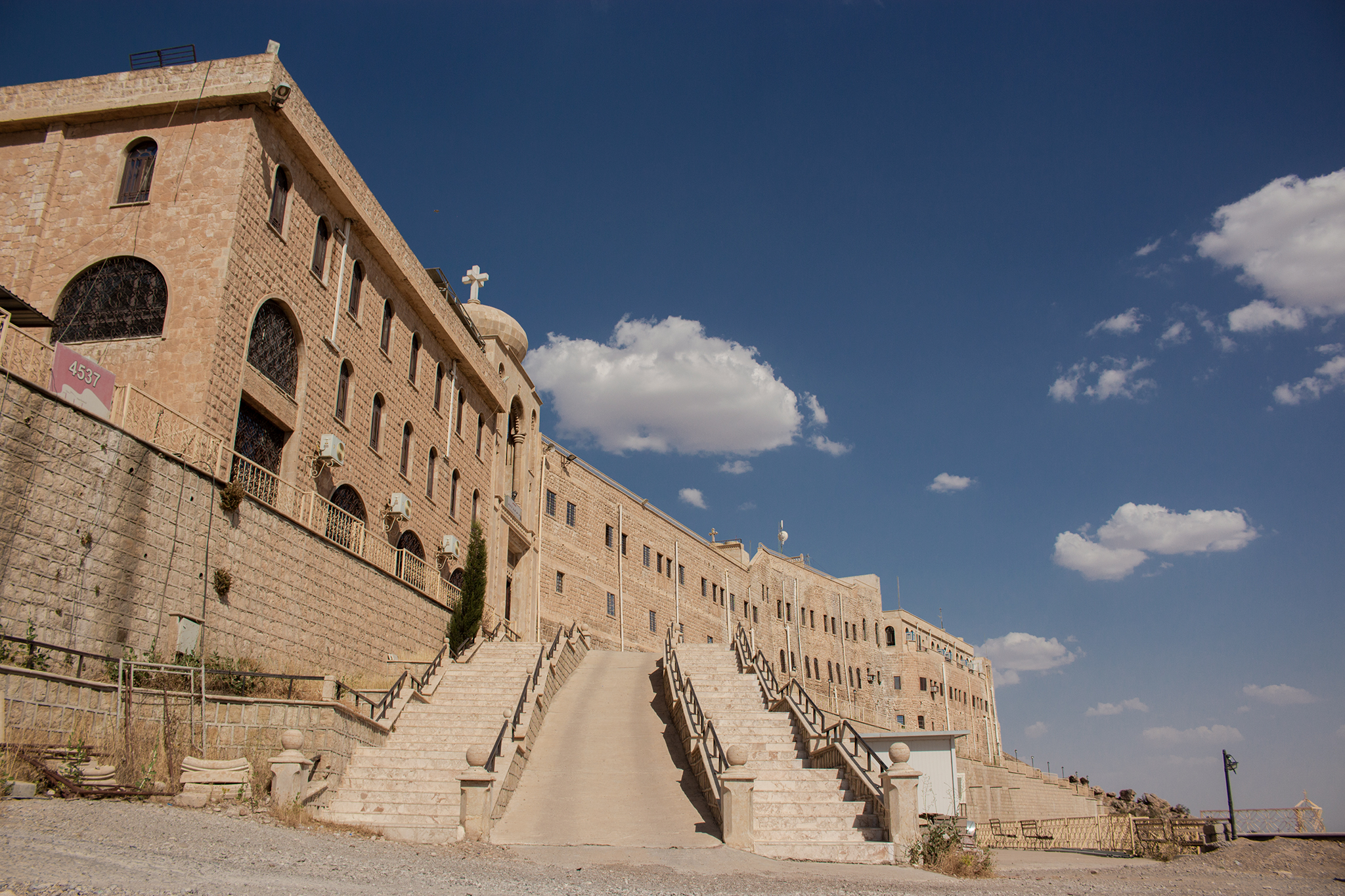
دير مار متي

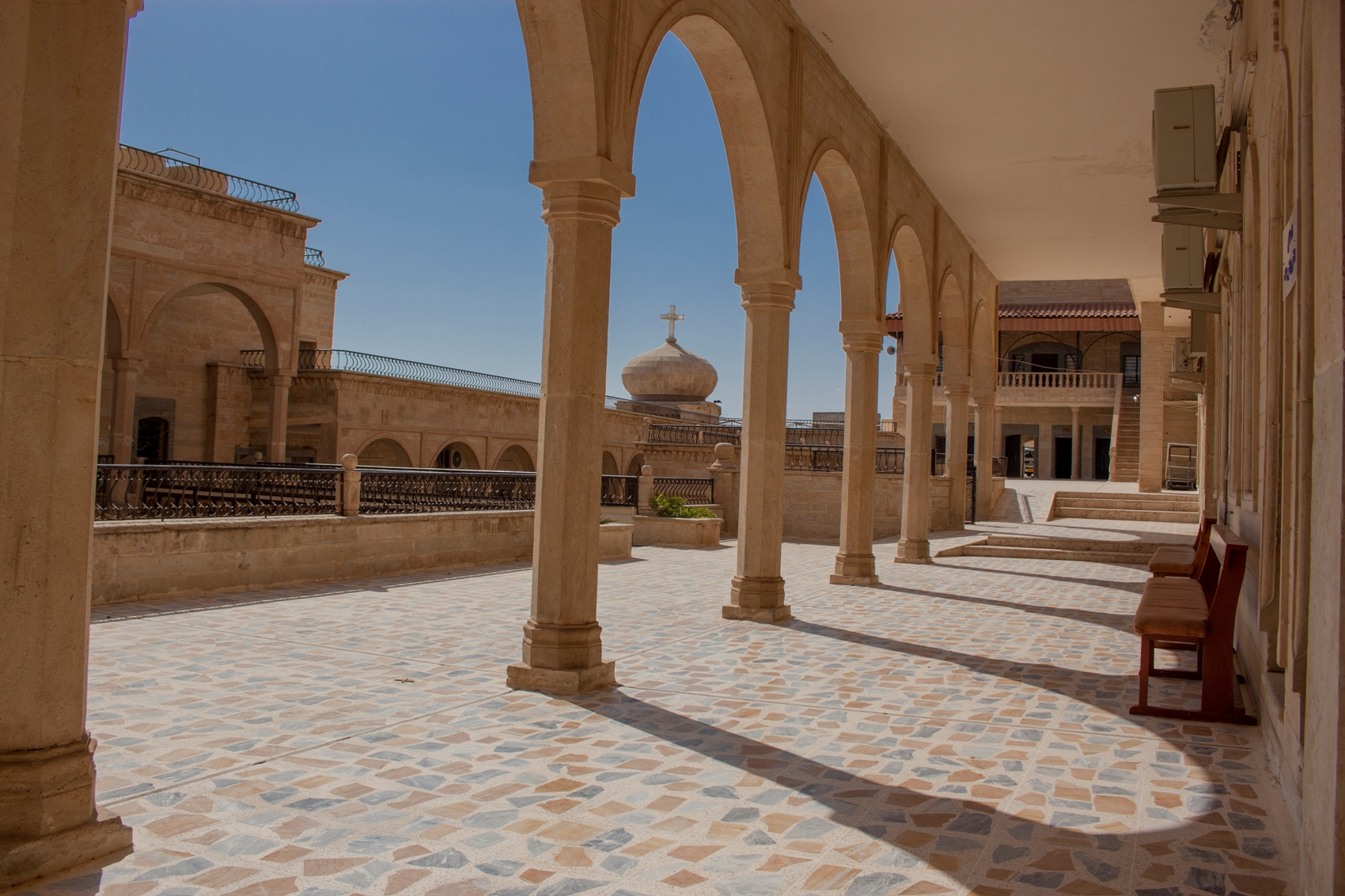
أحد جوانب الدير

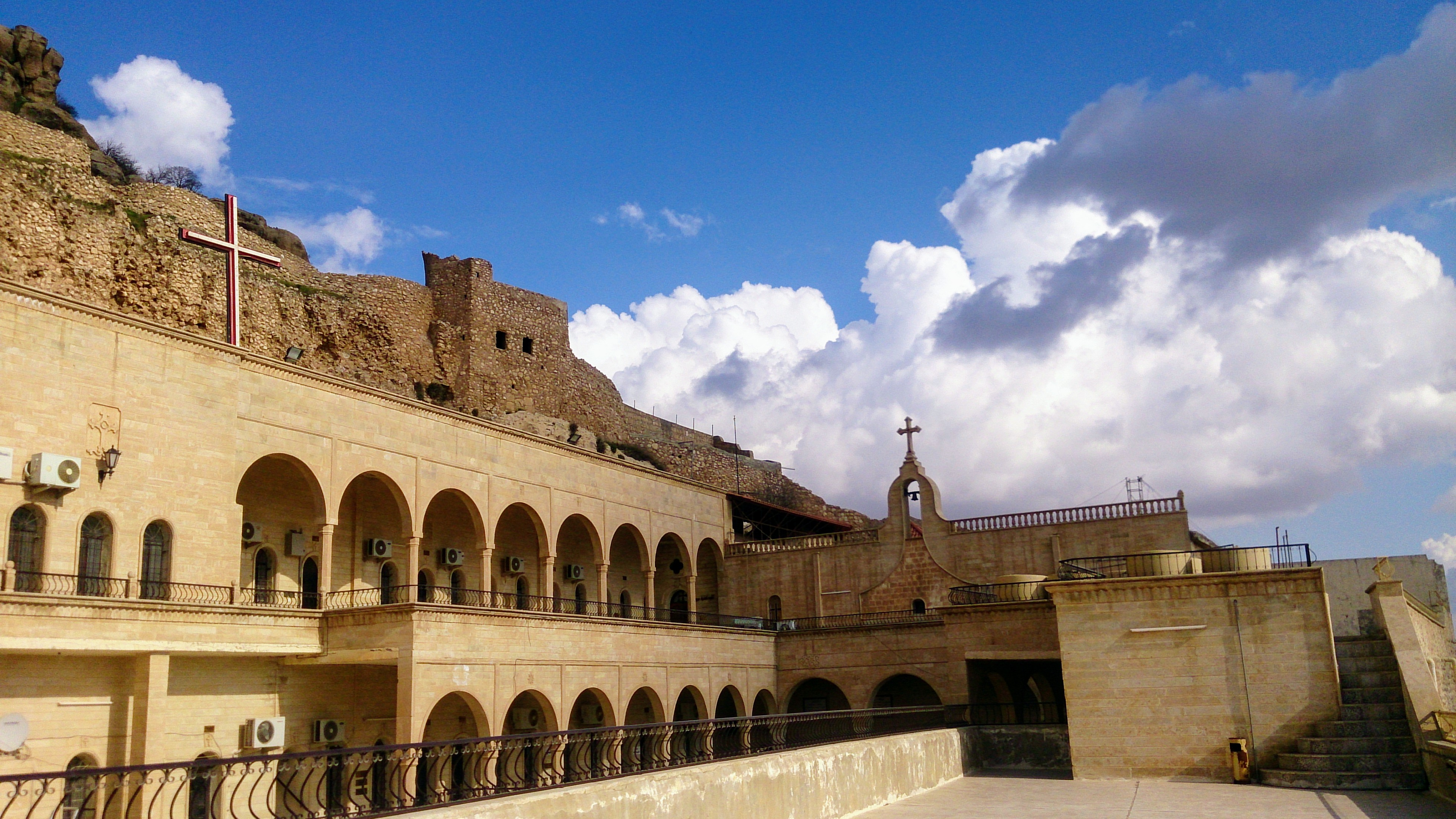
الدير من الداخل

يقع دير مار متى الناسك شمالي شرق موصل بمسافة 30 كلم. أسسه القديس مار متى في أواخر القرن الرابع الميلادي بمساعدة سنحاريب (وهذا خطا لأن مملكة آشور انتهى قبل سبعة قروون) الملك، وضـم كنيسة، وصهاريج، وصوامع لسكن الرهبان، وأحيط بسور كبير، ثم عبـد الطريـق
المؤدي إلى الدير ويعرف (بالطَّبكي) وهو كلمة سريانية معناها المرتقي .
في عام 480 أثار النساطرة والفرس اضطهادا على الأرثوذكـسيين في كنيـسة
المشرق، ومن جراء ذلك وصل الاضطهاد إلى الدير حيث أضرم فيه النا ر فالتهمت كل
ما فيه من آنية كنسية وأثاث ولا سيما مكتبته، وتشرد رهبانه هنا وهناك، وبعد عـام 544 عاد الرهبان ثانية إلى الدير واستأنفوا أعمالهم النسكية ورمموا الدير، ولقد اشتهر الدير في أواخر القرن السادس والقرن السابع إذ أصبح مركزاً هامـاً في
كنيسة المشرق، كما اشتهر بمعهده الديني ومكتبته الذائعة الصيت، وامتـدت حقبـة الشهرة هذه حتى نهاية القرن الثالث عشر حيث تعرض لهجمـات الفـرس والمغـول إذ تدمّر المبنى تدميراً كاملاً وهجر مدة طويلة من الزمن. كما ويعتبر هذا الدير من الأماكن المقدسة لدى المسيحيين ويعتبر شفيع للكنيسة في العراق.